# Ceratognathus rufipennis
Ceratognathus rufipennis is een keversoort uit de familie vliegende herten (Lucanidae). De wetenschappelijke naam van de soort is voor het eerst geldig gepubliceerd in 1872 door Westwood.